# (136472) Makemake
Makemake (oficjalnie: (136472) Makemake; symbol: ) – czwarta co do wielkości rozpoznana planeta karłowata i czwarty co do wielkości obiekt transneptunowy zaliczany do plutoidów.
Jego średnica to około 60% średnicy Plutona. Jego ekstremalnie niska średnia temperatura (około 30 K) sprawia, że jego powierzchnię pokrywa najprawdopodobniej metanowy i etanowy lód. Promienie Słońca reagujące z lodem na jego powierzchni sprawiają, że obiekt jest barwiony czerwonym kolorem. Obiekt ten nie posiada atmosfery.

## Odkrycie
Makemake, pierwotnie oznaczony jako 2005 FY9 (nieformalnie zwany również Easterbunny, czyli „Wielkanocny zajączek”), został odkryty w Obserwatorium Palomar 31 marca 2005, lecz o odkryciu tego ciała poinformowano 29 lipca 2005 – w tym samym dniu świat dowiedział się o istnieniu jeszcze dwóch innych obiektów transneptunowych: Eris, która początkowo wydawała się większa od uznawanego wówczas za planetę Plutona i nieco mniejszej Haumei.
11 lipca 2008 obiekt otrzymał nazwę „Makemake” i został zakwalifikowany jako planeta karłowata i plutoid. Nazwa pochodzi od Make-make, boga – stwórcy ludzkości w wierzeniach mieszkańców Wyspy Wielkanocnej.

## Orbita

Orbity Makemake (niebieska), Haumei (zielona) i Plutona (czerwona)

Orbita Makemake nachylona jest do płaszczyzny ekliptyki pod kątem 29° i umiarkowanie eliptyczna (e~0,162). Na jeden obieg wokół Słońca ciało to potrzebuje ok. 306 lat. Obecnie oddalone jest o ponad 52 au od Słońca (w 2025 roku około 52,7 au), zbliżając się do aphelium orbity (aphelium minie w 2034 roku).

## Charakterystyka fizyczna

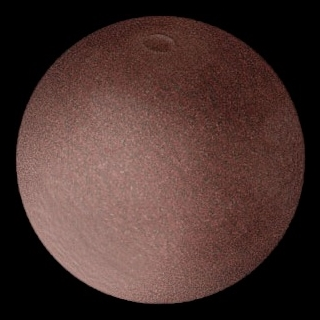
Artystyczna wizja Makemake

Makemake jest bardzo dużym obiektem wśród transneptunów – ma ok. 1430 km średnicy. Ma wysokie albedo, sięgające ok. 0,81. Jest trzecim co do wielkości i jasności obiektem transneptunowym. Jest wystarczająco jasny, by był widoczny przez duże teleskopy amatorskie. Jego jasność absolutna to ok. –0,24m.
Jest planetą karłowatą, która być może bardzo szybko obraca się wokół własnej osi – w ciągu 7,77 godziny, choć podawany jest także okres obrotu 22,8266 godziny. Temperatura powierzchni tego ciała to obecnie ok. 29 K, w miarę zbliżania się do peryhelium może wzrosnąć do 34 K. Analizy widmowe powierzchni wykazały obecność ziaren metanu o rozmiarach około 1 cm. W przeciwieństwie do Plutona czy Eris, na powierzchni Makemake występuje mało azotu. Przyczyna tego jest dotąd nieznana.
13 kwietnia 2012 miała miejsce okultacja gwiazdy NOMAD 1181-0235723 przez Makemake. Pozwoliła ona stwierdzić, że Makemake nie posiada globalnej atmosfery, a co najwyżej lokalne chmury gazu przy powierzchni. Dzięki temu zjawisku można było także dokładnie wyznaczyć rozmiary obiektu. Makemake ma kształt spłaszczonej elipsoidy obrotowej, o długiej osi długości 1502 ± 45 km i krótkiej osi (między biegunami) długości 1430 ± 9 km.

## Księżyce
26 kwietnia 2016 poinformowano o odkryciu w danych z Kosmicznego Teleskopu Hubble’a pierwszego księżyca krążącego wokół Makemake. Księżyc, który uzyskał oznaczenie S/2015 (136472) 1 (a nieformalnie nazywany jest przez naukowców MK 2), został dostrzeżony w odległości ok. 20 000 km od Makemake, a wstępnie jego średnicę oszacowano na 180 km. Jeżeli obiekt ten znajduje się na orbicie kołowej, to okres orbitalny wynosi co najmniej 12 dni.